# Widrad
 Widrad ou Widradus, Widerard,  Ware ou  Waré († en 747) est un religieux bénédictin, reconnu comme un saint.

## Biographie
Puissant seigneur burgonde, fils de Corbon, il est dit :  Widerard ainsi que Widradus ou Wideradus, il est également dénommé  Widrad, Waré,  Ware, Uvaré et encore Uvidrade, Guiré.
Fondateur, le 27 mai 719, il a fait écrire : « … J'ai construit un monastère sur mes propres fonds et à mes frais au lieu nommé Flavigny ; je l'ai légué selon la règle à l'abbé Magnoaldus et à ses moines pour qu'ils le possèdent à perpétuité. » Puis il devint abbé laïc de l'abbaye Saint-Pierre de Flavigny en 745, à la mort du premier abbé Magnoalde. Les moines de Flavigny obéissent à la règle de Saint-Benoît. On ne connaît presque rien de sa vie.
Il a aussi fondé pour ses sœurs l'abbaye Saint-Andoche de Saulieu pour Decie, et l'abbaye Notre-Dame de Faverney en 722 pour l'autre que l'histoire ne nomme pas.
Dans son testament en 722 il mentionne le monastère de Sainte-Reine Martyre dont il dit être l'abbé, et auquel il lègue : les seigneuries  de Chichée, Ancy-le-Franc, Ravières, Ville-Maurienne, Haute-Rive, Chaviny, Charny, Baignole, Savoisy, Coulmiers, Ville-Neuve, Chassels et autres. Il léguera à la basilique Saint-Andoche certaines de ses terres en Auxois, en Avallonais et en Nivernais, ainsi que des biens matériels. En remerciement, les moines bénédictins de l'abbaye, dont la présence au sein de celle-ci est attestée par le testament de Guiré, accordèrent à ce dernier le titre de fondateur de l'abbaye, et il devint ainsi l'abbé de Saulieu,.
Le premier abbé serait donc Magnoaldus, mort en 745. Son premier testament est daté de Semur-en-Auxois le 18 janvier 722 la première année de Thierry IV, et le second fait à Autun, la quatrième année de Childéric III, c'est-à-dire en 746 ou 747. 
Widrad est mort le 3 octobre 747, hors de l'abbaye : son corps y fut ramené et inhumé. Il est honoré comme saint dans l'ancien martyrologe de l'abbaye :  Flaviniaco Monafterio depofito Beati Uvidrardi, ipfius loci Abbatis atque Fundoris, ainsi que dans l'ancien calendrier rapporté dans la Chronique de l'abbé Hugues :  Tertio nonas Octobris, sancti VVidrardi Abbatis, Flaviniacenfis. Bien que ce ne soit pas la coutume, on trouve son office comme fête de l'abbaye au jour de son décès.

### Sources bibliographiques
- Nominis
- Dictionnaire Larousse
- Abbé Jean Marilier, Jean Le Gall E. de Saint-Denis, R. Weil,  Alésia, textes littéraires antiques Publications de l'Université de Dijon, t. XLV, Paris, 1973.